# Конкой, Иштван
И́штван Ко́нкой (венг. Konkoly István, 5 марта 1930, Венгрия — 20 ноября 2017) — католический прелат, епископ Сомбатхея с 5 июня 1987 года по 20 июня 2006 года.

## Биография
20 июня 1954 года Иштван Конкой был рукоположён в священника.
5 июня 1987 года Римский папа Иоанн Павел II назначил Иштвана Конкоя епископом Сомбатхея. 11 июля 1987 года состоялось рукоположение Иштвана Конкоя в епископа, которое совершил архиепископ Эстергома Ласло Пашкаи в сослужении с епископом Айзенштадта Ласло Штефаном и епископом Веспрема Йожефом Сенди.
20 июня 2006 года Иштван Конкой подал в отставку.